# Kondi
Pour les articles ayant des titres homophones, voir Condy.
Kondi est une commune du Mali, dans le cercle de Diré et la région de Tombouctou.